# Paratropus lujai
Paratropus lujai är en skalbaggsart som först beskrevs av Desbordes 1930.  Paratropus lujai ingår i släktet Paratropus och familjen stumpbaggar. Inga underarter finns listade i Catalogue of Life.